# Тахидромос Вориу Еладос
„Тахидромос Вориу Еладос“ (на гръцки: Ταχυδρόμος Βορείου Ελλάδος) е исторически вестник, излизал в Солун от 1920 до 1937 година.
Директор на вестника е П. Орологас, а издател е Николаос Дарверис. Вестникът поддържа позиция срещу Елевтериос Венизелос.